# 수피아
수피아(1988년 ~ )는 대한민국의 여자 배우이다. 본명은 최재경으로 2009년 출연한 연극 《교수와 여제자》에서의 전라 노출 연기로 화제가 되었다. 2010년 ‘수피아’로 이름을 바꾸었다. 현재는 청매로 활동중이다.

## 경력
수피아의 본명은 최재경으로 여고생 시절인 17살 때부터 연기를 시작하였으며, 2008년에는 영화 《쉿! 그녀에겐 비밀이에요》에 작은 역할(최 대리 역)로 출연하기도 하였다. 수피아는 2009년 첫 주연을 맡은 연극 《교수와 여제자》에서 전라 노출 연기로 화제가 되었다. 중년의 대학 교수가 젊은 여제자를 통해 발기부전을 극복한다는 내용을 담은 이 연극은 관객들 앞에서의 베드신 연기 등으로 외설 논란이 이는 한편, 공연 중 심장질환을 앓던 관객이 호흡곤란으로 병원에 실려가거나, 남성 관객이 무대로 난입 하는 등 사건이 끊이지 않았다. 결국 캠코더로 몰래 촬영하는 일까지 발생하자, 그녀는 극심한 정신적 스트레스로 하차하였다.
수피아는 이후 2010년 근친상간을 소재로 한 연극 《탬버린 보이》에 출연했다. 그녀는 《탬버린 보이》 공연을 앞두고 가진 기자 회견에서 《교수와 여제자》 하차 후 불안 증세로 병원에서 치료받기도 했으며 인터넷에 떠도는 전라 연기 영상과 사진 등으로 괴로움에 시달렸고 자살시도까지 했었다고 토로하였다. 또, 이름을 최재경에서 순 한국말로 숲의 요정을 뜻하는 ‘수피아’로 바꾸었다고 밝혔는데, “《교수와 여제자》의 최재경을 잊고 새로 태어나고 싶었다”고 개명 이유를 설명했다.
수피아는 2012년 출판사를 인수해 《안철수 대세론》, 《박정희 향수론》과 《신의 생각》을 잇따라 출간했다. 책의 저자는 ‘무명’이다.

## 출연 작품

### 영화
- 쉿! 그녀에겐 비밀이에요 (2008년) - 최 대리 역

### 연극
- 교수와 여제자 (2009년) - 여성옥(여제자) 역
- 탬버린 보이 (2010년) - 가연 역